# Feistritz an der Drau
Feistritz an der Drau is een dorp in de gemeente Paternion in de Oostenrijkse deelstaat Karinthië.
In 1989 werden in deze plaats de wereldkampioenschappen biatlon gehouden.